# العلاقات التركية النيوزيلندية
العلاقات التركية النيوزيلندية هي العلاقات الثنائية التي تجمع بين تركيا ونيوزيلندا.

## مقارنة بين البلدين
هذه مقارنة عامة ومرجعية للدولتين:
| وجه المقارنة                                              | تركيا         | نيوزيلندا                                              |
| --------------------------------------------------------- | ------------- | ------------------------------------------------------ |
| المساحة (كم2)                                             | 783.56 ألف    | 268.02 ألف                                             |
| عدد السكان (نسمة)                                         | 80.14 مليون   | 4.24 مليون                                             |
| الكثافة السكانية (ن./كم²)                                 | 102.28        | 15.82                                                  |
| العاصمة                                                   | أنقرة         | ويلينغتون، أوكلاند                                     |
| اللغة الرسمية                                             | اللغة التركية | لغة إنجليزية، اللغة الماورية، لغة الإشارة النيوزيلندية |
| العملة                                                    | ليرة تركية    | دولار نيوزيلندي، الجنيه النيوزيلندي                    |
| الناتج المحلي الإجمالي (بليون دولار)                      | 851.10 مليار  | 205.85 مليار                                           |
| الناتج المحلي الإجمالي (تعادل القوة الشرائية) بليون دولار | 1.57 تريليون  |                                                        |
| الناتج المحلي الإجمالي الاسمي للفرد دولار أمريكي          | 9.12 ألف      |                                                        |
| الناتج المحلي الإجمالي للفرد دولار أمريكي                 | 19.79 ألف     |                                                        |
| مؤشر التنمية البشرية                                      | 0.761         | 0.914                                                  |
| رمز المكالمات الدولي                                      | +90           | +64                                                    |
| رمز الإنترنت                                              | .tr           | .nz                                                    |
| المنطقة الزمنية                                           | ت ع م+03:00   | ت ع م+13:00، ت ع م+12:00                               |

## مدن متوأمة
في ما يلي قائمة باتفاقيات التوأمة بين مدن تركية ونيوزيلندية:
- ترتبط جنق قلعة مع Wellington City  [لغات أخرى]‏ باتفاقية توأمة منذ 11 أغسطس 2012.[13][13]

## منظمات دولية مشتركة
يشترك البلدان في عضوية مجموعة من المنظمات الدولية، منها:
| علم المنظمة | اسم المنظمة                               | تاريخ انضمام تركيا | تاريخ انضمام نيوزيلندا |
| ----------- | ----------------------------------------- | ------------------ | ---------------------- |
|             | بنك التنمية الآسيوي                       | 1991               | 1966                   |
|             | وكالة ضمان الاستثمار متعدد الأطراف        | 3 يونيو 1988       | 22 أبريل 2008          |
|             | منظمة التعاون الاقتصادي والتنمية          | ?                  | ?                      |
|             | الأمم المتحدة                             | 24 أكتوبر 1945     | 24 أكتوبر 1945         |
|             | الوكالة الدولية للطاقة                    | ?                  | ?                      |
|             | الفريق المعني برصد الأرض                  | ?                  | ?                      |
|             | منظمة حظر الأسلحة الكيميائية              | ?                  | ?                      |
|             | منظمة التجارة العالمية                    | 26 مارس 1995       | ?                      |
|             | منظمة الشرطة الجنائية الدولية             | ?                  | ?                      |
|             | مؤسسة التنمية الدولية                     | 22 ديسمبر 1960     | 1 أكتوبر 1974          |
|             | نظام تحكم تكنولوجيا القذائف               | 1997               | 1991                   |
|             | يونسكو                                    | 4 نوفمبر 1946      | 4 نوفمبر 1946          |
|             | الاتحاد البريدي العالمي                   | ?                  | ?                      |
|             | البنك الدولي للإنشاء والتعمير             | 11 مارس 1947       | 31 أغسطس 1961          |
|             | المنظمة الهيدروغرافية الدولية             | ?                  | ?                      |
|             | الاتحاد الدولي للاتصالات                  | 1866               | 3 يونيو 1878           |
|             | مؤسسة التمويل الدولية                     | 19 ديسمبر 1956     | 31 أغسطس 1961          |
|             | المركز الدولي لتسوية المنازعات الاستشارية | 2 أبريل 1989       | 2 مايو 1980            |
|             | مجموعة أستراليا                           | 2000               | 1985                   |
|             | مجموعة الموردين النوويين                  | ?                  | ?                      |

## وصلات خارجية
- موقع وزارة الخارجية التركية
- موقع وزارة الخارجية النيوزيلندية